# Хелмхолцова теорема
Хелмхолцова теорема или Хелмхолцова декомпозиција представља једну од теорема векторскога рачуна. Према тој теореми ако су дивергенција и ротор за тродимензионално векторско поље  одређени у свакој тачки коначне области, тада унутар ње векторско поље може да се растави на две компоненте, једну иротациону (чији ротор је једнак нули) и другу соленоидну. Хелмолцова теорема је добила име по Херману фон Хелмхолцу.

## Теорем
Ако су дивергенција и ротор за тродимензионално векторско поље {\displaystyle \mathbf {F} (\mathbf {r} )}  одређени у свакој тачки коначне области, тада се унутар те области то векторско поље може да се растави на две компоненте, једну иротациону (чији ротор је једнак нули) и другу соленоидну, тј:
{\displaystyle \mathbf {F} (\mathbf {r} )=\mathbf {F} _{1}(\mathbf {r} )+\mathbf {F} _{2}(\mathbf {r} ),}
где је:
{\displaystyle \operatorname {rot} \;\mathbf {F} _{1}(\mathbf {r} )=0}  и
{\displaystyle \operatorname {div} \,\mathbf {F} _{2}(\mathbf {r} )=0}
То заправо значи да се такво векторско поље може генерирати са два потенцијала, једним скаларним {\displaystyle \varphi } и другим векторским {\displaystyle \mathbf {A} }. 

## Потенцијали
Пошто је:
{\displaystyle \mathbf {F} (\mathbf {r} )=\mathbf {F} _{1}(\mathbf {r} )+\mathbf {F} _{2}(\mathbf {r} ),}
{\displaystyle \operatorname {rot} \;\mathbf {F} _{1}(\mathbf {r} )=0,}
{\displaystyle \operatorname {div} \,\mathbf {F} _{2}(\mathbf {r} )=0}
Онда се те две функције даду изразити преко скаларнога потенцијала {\displaystyle \varphi } и векторскога потенцијала {\displaystyle \mathbf {A} } тј:
{\displaystyle \mathbf {F} _{1}=-\nabla \varphi }
{\displaystyle \mathbf {F} _{2}=\nabla \times \mathbf {A} }
односно:
{\displaystyle \mathbf {F} =-\nabla \varphi +\nabla \times \mathbf {A} ,}
При томе је:
{\displaystyle \varphi (\mathbf {r} )={\frac {1}{4\pi }}\int _{V}{\frac {\nabla '\cdot \mathbf {F} (\mathbf {r} ')}{\left|\mathbf {r} -\mathbf {r} '\right|}}\mathrm {d} V'-{\frac {1}{4\pi }}\int _{S}{\frac {\mathbf {F} (\mathbf {r} ')\cdot \mathbf {\mathrm {d} S} '}{\left|\mathbf {r} -\mathbf {r} '\right|}},}
{\displaystyle \mathbf {A} (\mathbf {r} )={\frac {1}{4\pi }}\int _{V}{\frac {\nabla '\times \mathbf {F} (\mathbf {r} ')}{\left|\mathbf {r} -\mathbf {r} '\right|}}\mathrm {d} V'+{\frac {1}{4\pi }}\int _{S}{\frac {\mathbf {F} (\mathbf {r} ')\times \mathbf {\mathrm {d} S} '}{\left|\mathbf {r} -\mathbf {r} '\right|}}.}
Ако {\displaystyle \mathbf {F} (\mathbf {r} )}  опада довољно брзо у бесконачности, тада друга компонента тежи нули, па вреди:
{\displaystyle \varphi (\mathbf {r} )={\frac {1}{4\pi }}\int _{V}{\frac {\nabla '\cdot \mathbf {F} (\mathbf {r} ')}{\left|\mathbf {r} -\mathbf {r} '\right|}}\mathrm {d} V',}
{\displaystyle \mathbf {A} (\mathbf {r} )={\frac {1}{4\pi }}\int _{V}{\frac {\nabla '\times \mathbf {F} (\mathbf {r} ')}{\left|\mathbf {r} -\mathbf {r} '\right|}}\mathrm {d} V'.}

## Лонгитудинална и трансверзална поља
Често се у физици те две компоненте векторскога поља помињу као лонгитудинална и трансверзална компонента. Таква терминологија настала је када се  Фуријеовом трансформацијом од поља {\displaystyle \mathbf {F} } добије поље {\displaystyle {\tilde {\mathbf {F} }}}, које се онда у свакој тачки k декомпонира у две компоненте, од којих је лонгитудиналан у смеру k, а трансверзална вертикална на k. Тада имамо:
{\displaystyle {\tilde {\mathbf {F} }}(\mathbf {k} )={\tilde {\mathbf {F} }}_{l}(\mathbf {k} )+{\tilde {\mathbf {F} }}_{t}(\mathbf {k} )}
{\displaystyle \mathbf {k} \cdot {\tilde {\mathbf {F} }}_{t}(\mathbf {k} )=0.}
{\displaystyle \mathbf {k} \times {\tilde {\mathbf {F} }}_{l}(\mathbf {k} )=\mathbf {0} .}
Инверзном Фуријеровом трансформацијом добијамо:
{\displaystyle \mathbf {F} =\mathbf {F} _{t}+\mathbf {F} _{l}}
{\displaystyle \nabla \cdot \mathbf {F} _{t}=0}
{\displaystyle \nabla \times \mathbf {F} _{l}=\mathbf {0} }
што представља Хелмхолцову декомпозицију.